# Pierre Lannier
Pierre Lannier je francouzská hodinářská firma. Byla založena v roce 1977. Jedná se o nejmladší hodinářskou firmu ve Francii, jejímž cílem bylo vždy se přizpůsobit měnícím se trendům tak, aby se stala značkou se synonymem módního doplňku.[zdroj?]

## Historie
Značku vytvořili manželé Béatrice a Jean-Paul Burgun v roce 1977. V roce 1985 začala jako malá francouzská firma distribuovat hodinky do ostatních evropských zemí (Belgie, Portugalsko, Holandsko a Německo). V roce 1992 se značka poprvé účastnila mezinárodních veletrhů v Basileji (Baselworld), Hongkongu, Tokiu.
Boom zažila až v roce 2004, kdy značku převzal syn Pierre Burgun, který svým cíleným managementem dostal společnost na světový trh. Každý rok je nyní prodáváno více než 600 000 hodinek v 1500 prodejnách v 60 zemích světa.[zdroj?]
Sídlo společnosti a výrobní závod je v Ernolsheim-lès-Saverne v Alsasku, druhý výrobní závod je v Antananarivu na Madagaskaru.
Pod vedením týmu návrhářů a stylistů Pierre Lannier nabízí originální vzory, inspirované módními trendy současnosti. Značka tak vytváří více než 300 modelů za rok. Splňuje očekávání žen a mužů, kteří jsou aktivní, dynamičtí a chtějí vyniknout s noblesou a osobností.[zdroj?]
V letech 2014–2016 se stal Pierre Lannier partnerem francouzského mužského basketbalového týmu, a nabízel kolekci hodinek FFBB.
Značka vyjadřuje filosofii hodinářství, která zní: vysoce kvalitní výrobky za přijatelné ceny. Uvádí nový slogan: "francouzské značkové hodinky".[zdroj?]